# Jugador Mundial de la FIFA 2006

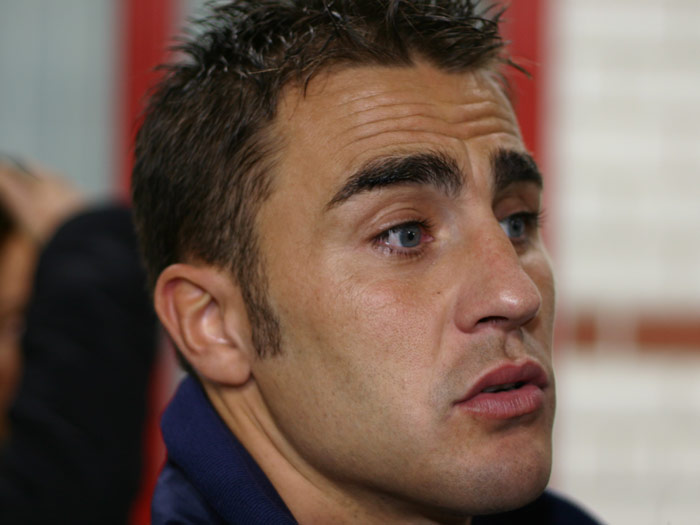
Fabio Cannavaro, jugador Mundial de la FIFA 2006.

La decimosexta entrega de este premio quedó en manos del Italiano Fabio Cannavaro (Juventus y Real Madrid). El segundo puesto fue para el francés Zinedine Zidane (Real Madrid) y el tercer puesto para el brasileño Ronaldinho (FC Barcelona).

## Posiciones finales
| Puesto | Jugador                | Equipo                    | Puntos |
| ------ | ---------------------- | ------------------------- | ------ |
| 1.º    | Fabio Cannavaro        | Juventus / Real Madrid    | 498    |
| 2.º    | Zinedine Zidane        | Real Madrid               | 454    |
| 3.º    | 🇧🇷 Ronaldinho Gaucho   | 🇧🇷 FC Barcelona           | 300    |
| 4.º    | Thierry Henry          | Arsenal                   | 317    |
| 5.º    | Samuel Eto´o           | FC Barcelona              | 200    |
| 6.º    | Didier Drogba          | Chelsea                   | 150    |
| 7.º    | Kaká                   | AC Milan                  | 129    |
| 8.º    | Gianluigi Buffon       | Juventus                  | 118    |
| 9.º    | Zlatan Ibrahimović     | Juventus / Inter de Milán | 86     |
| 10     | Cristiano Ronaldo      | Manchester United         | 59     |
| 11.º   | Michael Ballack        | Bayern Munich / Chelsea   | 53     |
| 12.º   | Frank Lampard          | Chelsea                   | 48     |
| 13.º   | Miroslav Klose         | Werder Bremen             | 46     |
| 14.º   | Steven Gerrard         | Liverpool                 | 27     |
| 15.º   | Deco                   | FC Barcelona              | 25     |
| 16.º   | Luís Figo              | Inter de Milán            | 20     |
| 17.º   | Juan Román Riquelme    | Villarreal                | 16     |
| 17.º   | Franck Ribéry          | Olympique Marsella        | 16     |
| 17.º   | Wayne Rooney           | Manchester United         | 16     |
| 20.º   | Gennaro Gattuso        | AC Milan                  | 15     |
| 21.º   | Andriy Shevchenko      | AC Milan / Chelsea        | 14     |
| 22.º   | Patrick Vieira         | Juventus / Inter de Milán | 13     |
| 22.º   | Michael Essien         | Chelsea                   | 13     |
| 24.º   | Petr Čech              | Chelsea                   | 11     |
| 25.º   | Alessandro Nesta       | AC Milan                  | 9      |
| 26.º   | Lilian Thuram          | Juventus / FC Barcelona   | 8      |
| 27.º   | Jens Lehmann           | Arsenal FC                | 6      |
| 28.º   | Philipp Lahm           | Bayern Munich             | 3      |
| 29.º   | Rafael Márquez Álvarez | FC Barcelona              | 2      |
| 29.º   | Adriano                | Inter de Milán            | 2      |